# Audi UW
L'Audi UW est une automobile du constructeur Audi, lancée en 1933. La production s'arrête l'année suivante avec le modèle XI.

## Caractéristiques techniques
- Production totale : 1 817 voitures (704 en 1933 et 1 113 en 1934)
- Moteur 6 cylindres, 1 950 cm3, 3 500 tr/min
- Vitesse maxi : 100 km/h
- Prix : 6 450 Reichmark